# Révolution (album d'Ève Angeli)
Pour les articles homonymes, voir Révolution (homonymie).
 (novembre 2022).
Si vous disposez d'ouvrages ou d'articles de référence ou si vous connaissez des sites web de qualité traitant du thème abordé ici, merci de compléter l'article en donnant les références utiles à sa vérifiabilité et en les liant à la section « Notes et références ».
Albums de Ève Angeli
Viens
(2005) Être libre
(2015)
Singles
1. Na na naa, le zapping
Sortie : 1er juillet 2007
2. Look Away
Sortie : 1er juillet 2008

Révolution est le quatrième album studio d'Ève Angeli sorti en 2008.

## Liste des titres
| 1.  | Viens Me Chercher                                 | Ève Angeli, Michel Rostaing | 3:32 |
| 2.  | Je M'Abandonne                                    | Ève Angeli, Michel Rostaing | 3:26 |
| 3.  | Comment Faire                                     | Ève Angeli, Michel Rostaing | 2:58 |
| 4.  | Si Tu M'Oublies (Featuring – Michel Rostaing)     | Ève Angeli, Michel Rostaing | 3:09 |
| 5.  | J'Irai Vers Toi                                   | Ève Angeli, Michel Rostaing | 2:48 |
| 6.  | Je Promets                                        | Ève Angeli, Michel Rostaing | 2:59 |
| 7.  | Tu Me Manques                                     | Ève Angeli, Michel Rostaing | 3:23 |
| 8.  | Garder Nos Rêves                                  | Ève Angeli, Michel Rostaing | 3:47 |
| 9.  | Si Je Pouvais (Piano/Voix)                        | Ève Angeli, Michel Rostaing | 3:19 |
| 10. | Chaque Fois                                       | Ève Angeli, Michel Rostaing | 3:09 |
| 11. | Ce Qui Nous Détruit (Featuring – Michel Rostaing) | Ève Angeli, Michel Rostaing | 3:50 |
| 12. | Te Quiero                                         | Ève Angeli, Michel Rostaing | 2:57 |
| 13. | Vivre Avec Toi                                    | Ève Angeli, Michel Rostaing | 2:55 |
| 14. | Na Na Naa (Le Zapping)                            | Ève Angeli, Michel Rostaing | 3:10 |
| 15. | Look Away                                         | Ève Angeli, Michel Rostaing | 2:46 |